# Monety rosyjsko-warszawskie
Monety rosyjsko-warszawskie – rosyjskie monety kopiejkowe i rublowe bite w miedzi, srebrze lub złocie w latach 1842–1864 przez mennicę w Warszawie, oznakowane literami łacińskimi MW bądź w cyrylicy BM (Варшавская Монета).

## Rys historyczny
Dnia 3 września 1841 roku został wydany ukaz carski dokonujący z dniem 1 stycznia 1842 r. unifikacji systemu monetarnego Królestwa Kongresowego z systemem monetarnym Rosji. W miejsce używanej od 1815 roku jako podstawowej jednostki wagowej grzywny kolońskiej wprowadzono funt rosyjski. Podstawową jednostką monetarną przestała być złotówka, a został nią rubel. Ponadto zdecydowano o wprowadzeniu nowych monet dwunominałowych:
- w złocie: 5 rubli,
- w srebrze: 
  - 1 rubel,
  - 50 kopiejek,
  - 25 kopiejek,
  - 20 kopiejek,
  - 10 kopiejek i
  - 5 kopiejek[2].

W przepisach stanowiono o biciu monet dwunominałowych, ale ze względu na występowanie ułamkowych wartości złotych ostatecznie wybito i wprowadzono do obiegu jedynie
- 25 kopiejek – 50 groszy,
- 20 kopiejek – 40 groszy

(tzw. monety rosyjsko-polskie). Pozostałe nominały miały być identyczne z tymi bitymi w Rosji, jednak oznaczone łacińskimi literami MW (Mennica Warszawska).

## Rosyjskie monety z mennicy w Warszawie bite w latach 1842–1864
W 1842 roku w mennicy w Warszawie wybito jedynie w srebrze 1 rubel i 50 kopiejek oraz w złocie 5 rubli.
W numizmatyce polskiej rosyjskie monety wybite przez mennicę w Warszawie nazywane są rosyjsko-warszawskimi. Można wyróżnić dwie podkategorie: oznakowane:
- łacińskimi literami MW (lata 1842–1857), oraz
- literami w cyrylicy BM (lata 1850–1864).

Jedynymi miedzianymi monetami rosyjsko-warszawskimi oznakowanymi łacińskimi literami MW są trzy nominały wybite w 1848 roku:
- ½ kopiejki,
- 2 kopiejki,
- 3 kopiejki.

Monety te wykonano według obowiązującej w latach 1840–1848 w Rosji stopy menniczej, w której pud miedzi (16,3804 kilograma) był równy 16 rublom. Rysunki awersu i rewersu były identyczne z tymi wykorzystywanymi w poprzednich latach przez inne rosyjskie mennice. W sumie w mennicy w Warszawie w 1848 roku wybito miedzianych monet kopiejkowych na wartości 2048 rubli i 10 kopiejek. W numizmatyce polskiej monety te klasyfikowane są jako monety próbnego bicia, odmiennie niż w numizmatyce rosyjskiej, która uznaje je jako monety obiegowe. Identyczną z rosyjską klasyfikację przyjmują autorzy amerykańscy. W obrocie kolekcjonerskim można spotkać również monety emisji 1848 w stanie wskazującym na ich zużycie bądź długotrwałe przebywanie w ziemi, co może uzasadniać raczej słuszność podejścia rosyjskiego.

Miedziane monety rosyjskie bite w Warszawie emisji z 1848 r.
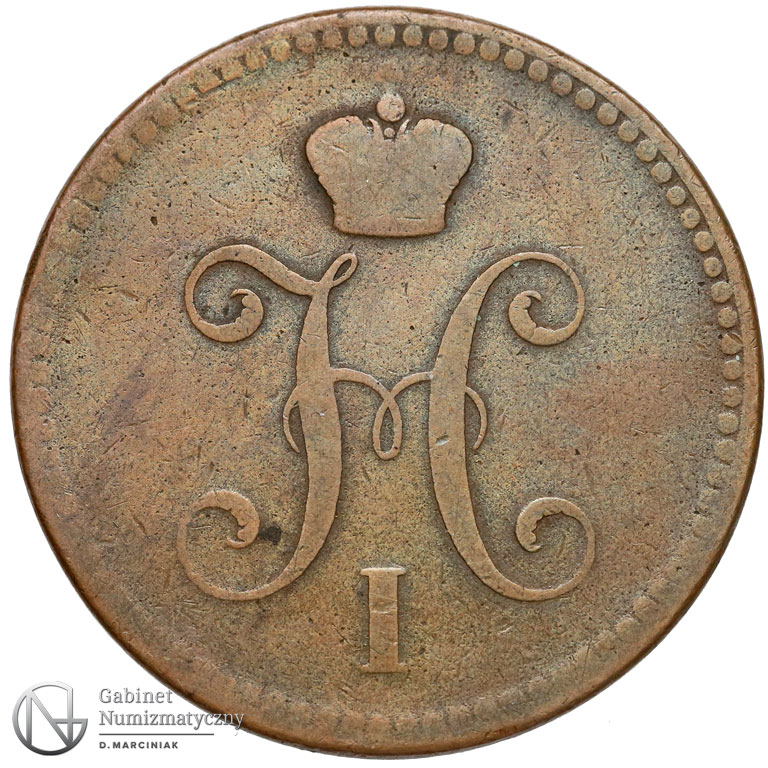
3 kopiejki srebrem 1848 MW awers
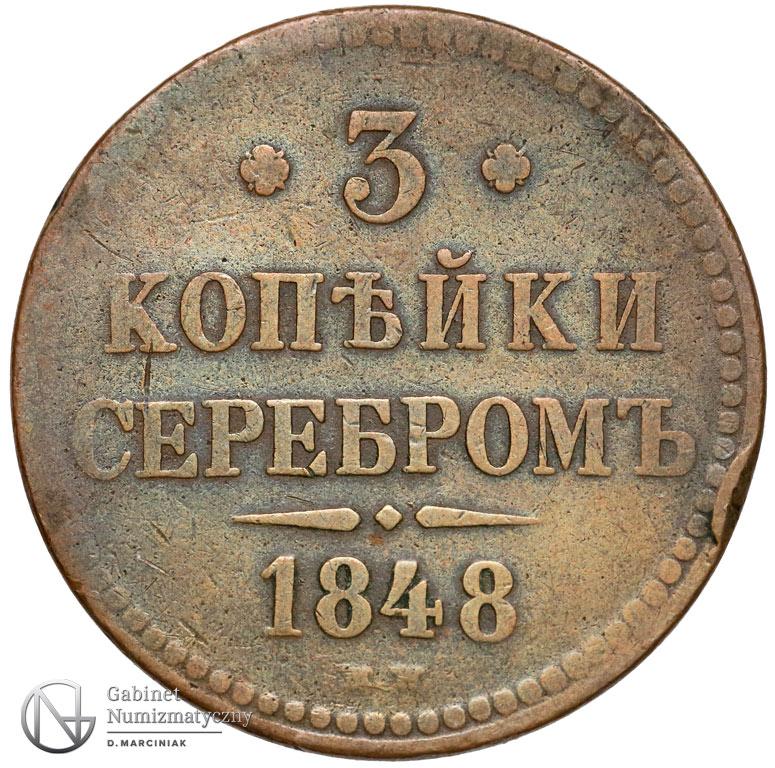
3 kopiejki srebrem 1848 MW rewers
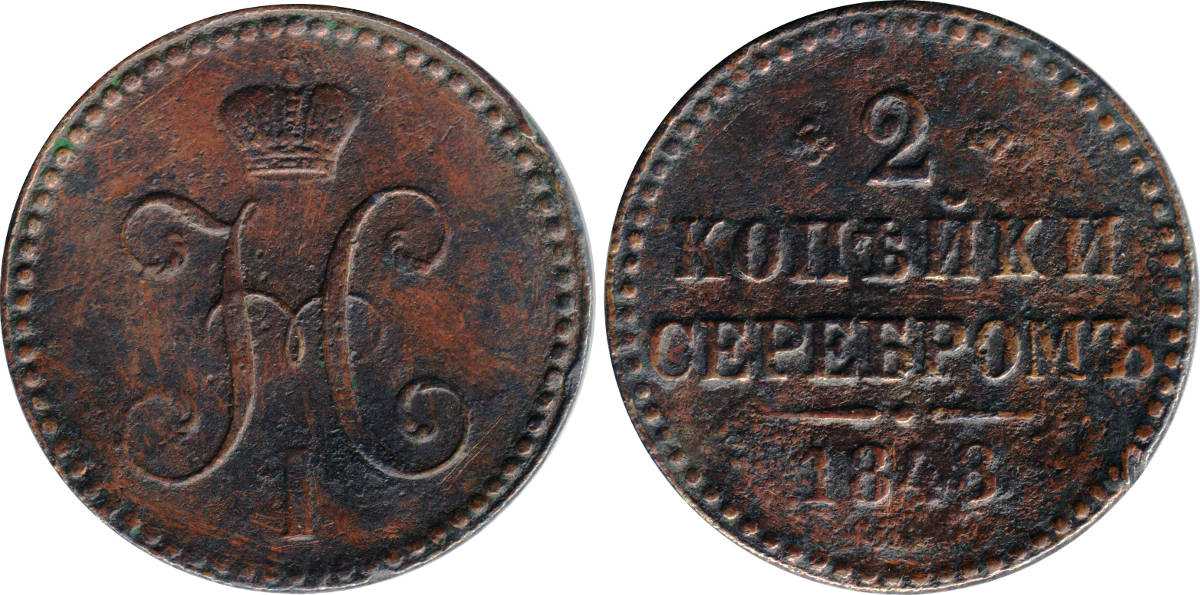
2 kopiejki srebrem 1848 MW
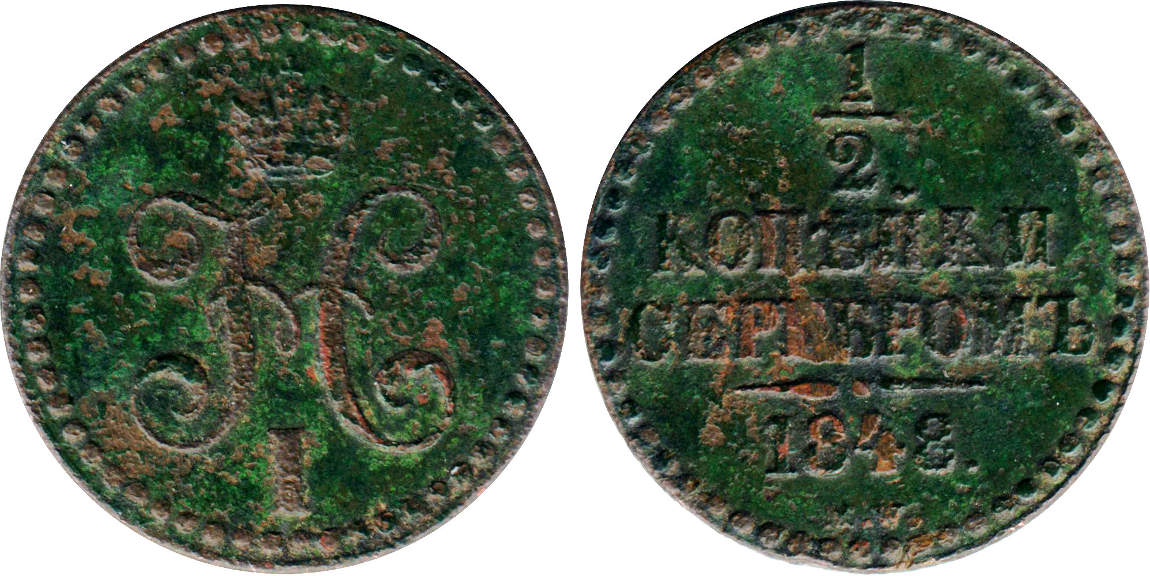
½ kopiejki srebrem 1848 MW

Miedziane monety rosyjsko-warszawskie oznakowane w cyrylicy literami BM bito w latach 1850–1864, według obowiązujące w Rosji w latach 1849–1867 stopy menniczej, wedle której  z jednego puda miedzi bito 32 ruble.

Miedziane monety rosyjskie bite w Warszawie w latach 1850–1864
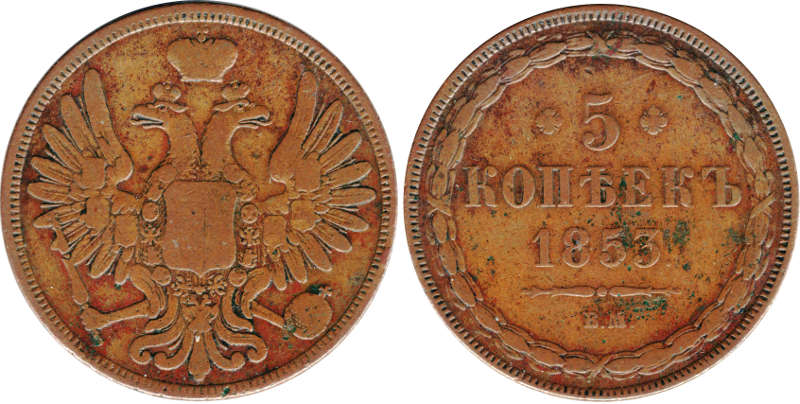
5 kopiejek 1853 BM
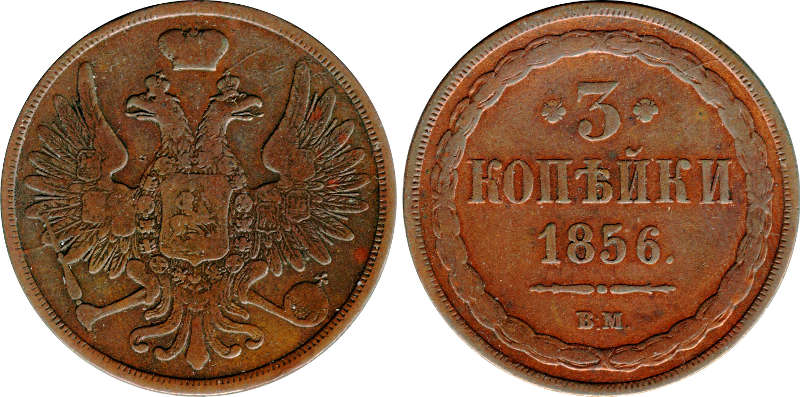
3 kopiejki 1856 BM
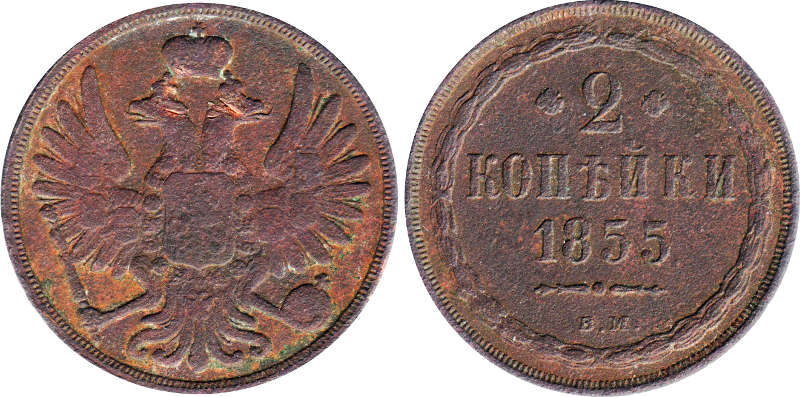
2 kopiejki 1855 BM
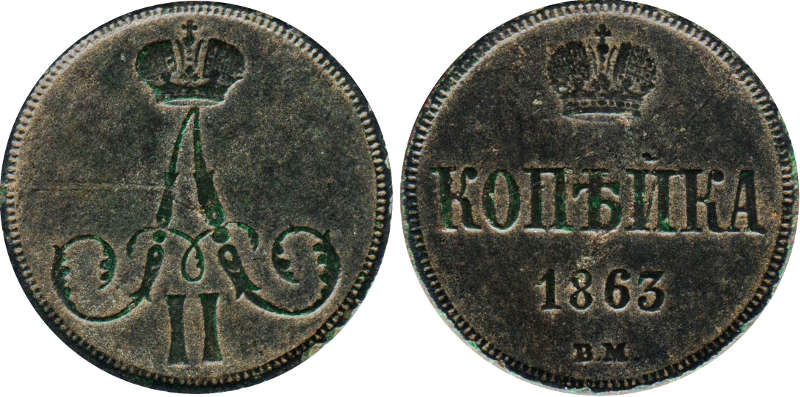
kopiejka 1863 BM
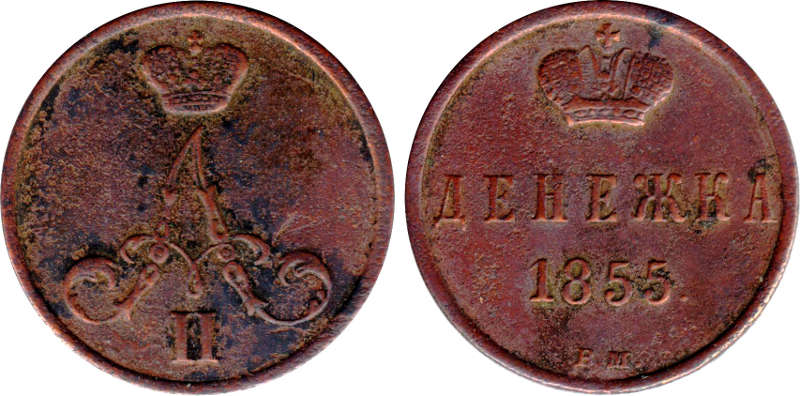
dienieżka 1855 BM
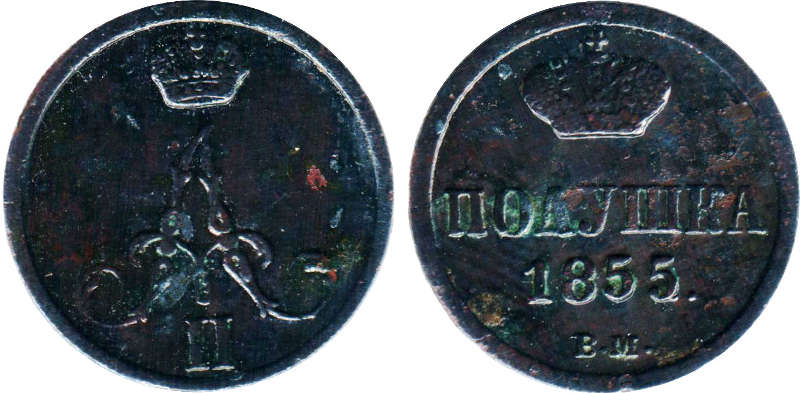
połuszka 1855 BM

Srebrne i złote monety rosyjsko-warszawskie były oznakowane jedynie łacińskimi literami MW, srebrne bito do 1857 roku, zaś złotą pięciorublówkę – do 1849 roku.

Złote i srebrne monety rosyjsko-warszawskie
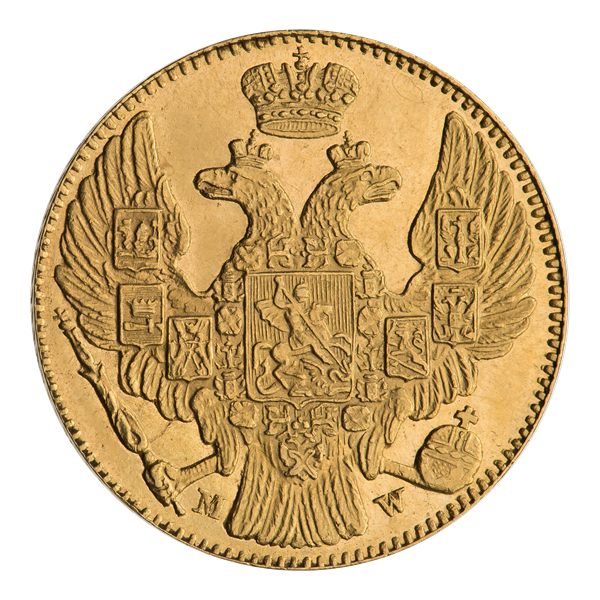
5 rubli 1848 MW awers
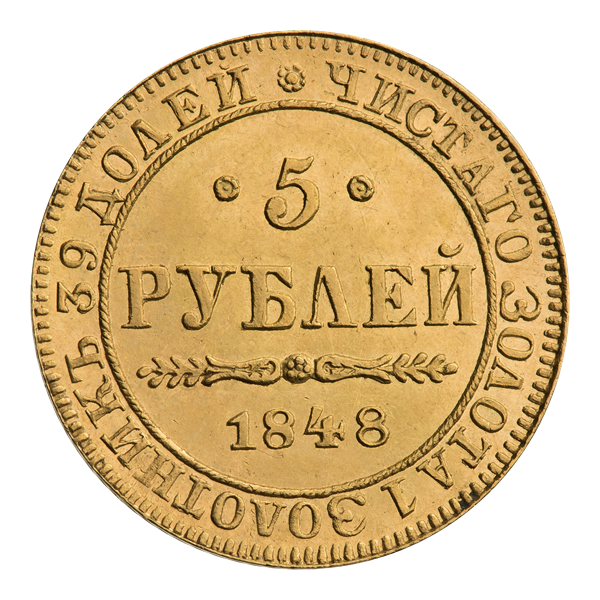
5 rubli 1848 MW rewers
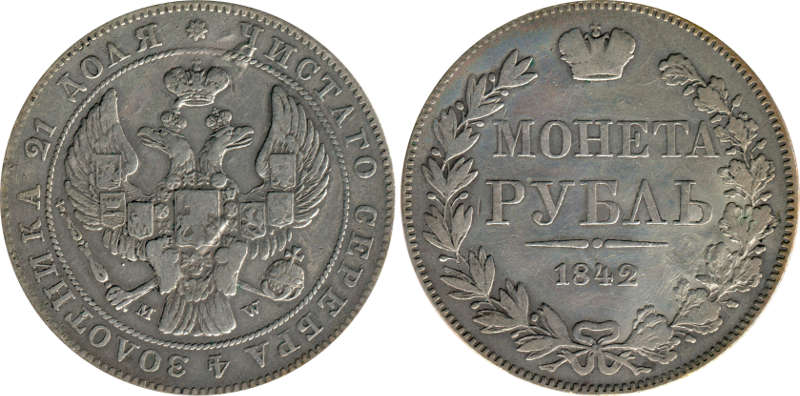
rubel 1842 MW
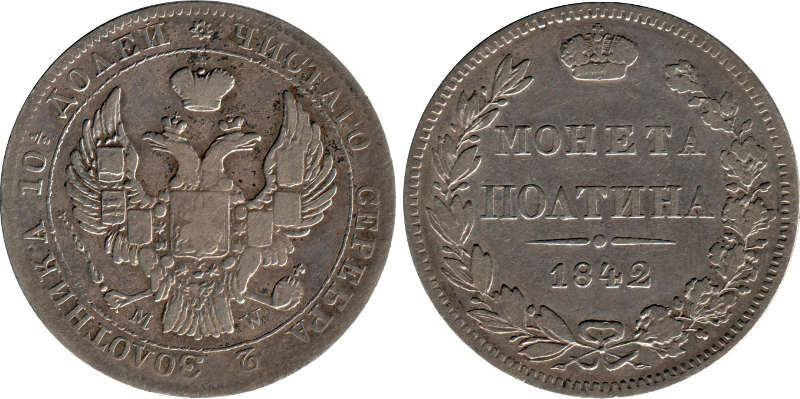
połtina 1842 MW
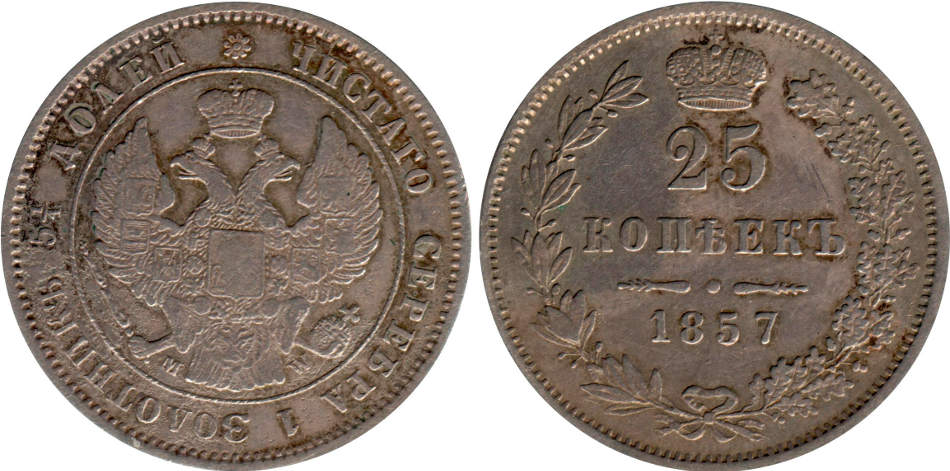
25 kopiejek 1957 MW
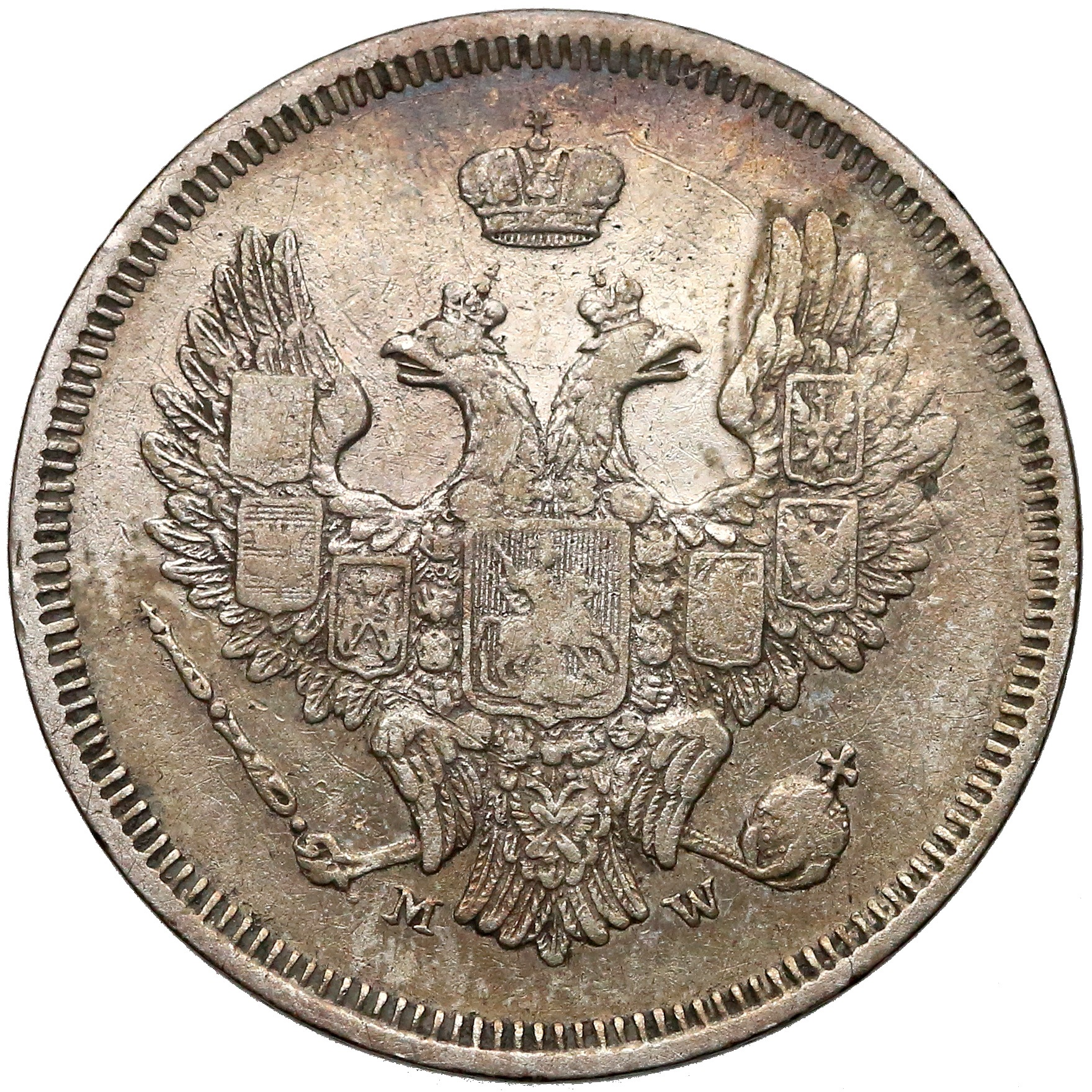
20 kopiejek 1957 MW awers
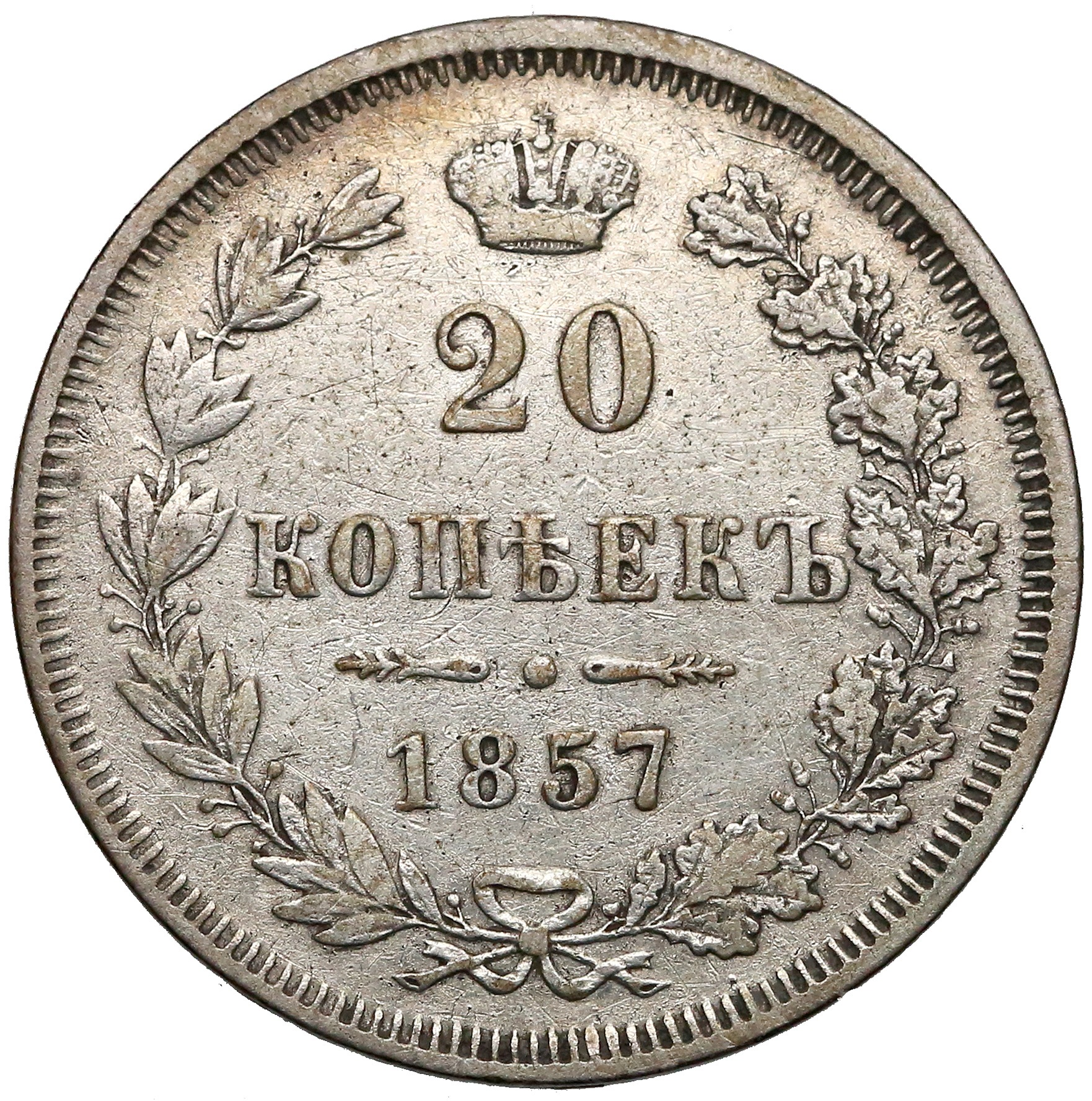
20 kopiejek 1957 MW rewers
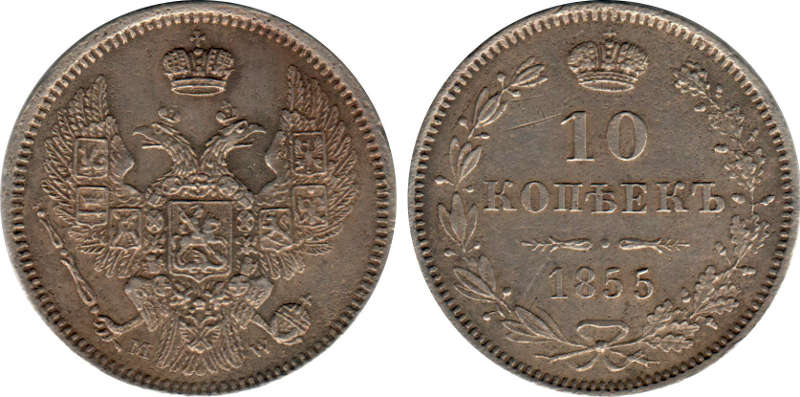
10 kopiejek 1955 MW

W tabeli poniżej zestawiono lata bicia i nominały monet rosyjskich wybitych przez mennicę w Warszawie (MW albo BM).
| Nominał     | 1842 | 1843 | 1844 | 1845 | 1846 | 1847 | 1848 | 1849 | 1850 | 1851 | 1852 | 1853 | 1854 | 1855 | 1856 | 1857 | 1858 | 1859 | 1860 | 1861 | 1862 | 1863 | 1864 |
| ----------- | ---- | ---- | ---- | ---- | ---- | ---- | ---- | ---- | ---- | ---- | ---- | ---- | ---- | ---- | ---- | ---- | ---- | ---- | ---- | ---- | ---- | ---- | ---- |
| ¼ kopiejki  |      |      |      |      |      |      |      |      | BM   | BM   | BM   | BM   |      | BM   |      |      |      |      | BM   | BM   |      |      |      |
| ½ kopiejki  |      |      |      |      |      |      | MW   |      | BM   | BM   | BM   | BM   | BM   | BM   | BM   | BM   | BM   | BM   | BM   | BM   | BM   | BM   |      |
| 1 kopiejka  |      |      |      |      |      |      |      |      | BM   | BM   | BM   | BM   |      | BM   | BM   |      | BM   | BM   | BM   | BM   | BM   | BM   | BM   |
| 2 kopiejki  |      |      |      |      |      |      | MW   |      | BM   | BM   | BM   | BM   | BM   | BM   | BM   |      | BM   | BM   | BM   | BM   | BM   | BM   |      |
| 3 kopiejki  |      |      |      |      |      |      | MW   |      | BM   | BM   | BM   | BM   | BM   |      | BM   | BM   | BM   | BM   | BM   | BM   | BM   | BM   |      |
| 5 kopiejek  |      |      |      |      |      |      |      |      | BM   | BM   | BM   | BM   |      |      | BM   |      |      |      |      |      |      |      |      |
| 10 kopiejek |      |      |      |      |      |      |      |      |      |      |      |      | MW   | MW   |      |      |      |      |      |      |      |      |      |
| 20 kopiejek |      |      |      |      |      |      |      |      |      |      |      |      |      |      |      | MW   |      |      |      |      |      |      |      |
| 25 kopiejek |      |      |      |      |      |      |      |      |      |      |      |      | MW   |      |      | MW   |      |      |      |      |      |      |      |
| 50 kopiejek | MW   | MW   | MW   | MW   | MW   | MW   |      |      |      |      |      |      | MW   |      |      |      |      |      |      |      |      |      |      |
| 1 rubel     | MW   | MW   | MW   | MW   | MW   | MW   |      |      |      |      |      |      |      |      |      |      |      |      |      |      |      |      |      |
| 5 rubli     | MW   |      |      |      | MW   |      | MW   | MW   |      |      |      |      |      |      |      |      |      |      |      |      |      |      |      |